# لادرا (کالیفرنیا)
لادرا (به انگلیسی: Ladera) یک منطقهٔ مسکونی در ایالات متحده آمریکا است که در شهرستان سن ماتئو، کالیفرنیا واقع شده‌است. لادرا ۱٫۱۴۶ کیلومتر مربع مساحت و ۱٬۴۲۶ نفر جمعیت دارد و ۹۶٫۰۱ متر بالاتر از سطح دریا واقع شده‌است.